# Pere Mariné Salvat
Pere Mariné Salvat (Vilaplana 1848 - Reus, 28 de desembre de 1908) va ser un advocat català.
Era fill de Pere Mariné Cabré, de Vilaplana i de Teresa Salvat Martínez, d'Alforja. Va estudiar les primeres lletres i el batxillerat a Reus i es va llicenciar en Dret l'any 1881 a la Universitat de Barcelona, i es va instal·lar a Reus al menys des de l'any 1887. El 1900 era secretari del jutjat municipal de Reus, i exercia d'advocat. Va col·laborar al Diario de Reus amb molta freqüència, i durant el 1901 va publicar en aquell diari una sèrie de quaranta articles de temàtica sociològica. Va ser vicepresident del «Círculo Democrático Nacional», un grup conservador seguidor de Francisco Romero Robledo.